# إلفيرا نوتاري
إلفيرا نوتاري (بالإيطالية: Elvira Notari) (و. 1875 – 1946 م) هي مخرجة أفلام، وكاتبة سيناريو، ومنتجة أفلام من إيطاليا، ومملكة إيطاليا، ولدت في ساليرنو، توفيت في كافا دي تيريني، عن عمر يناهز 71 عاماً.

## وصلات خارجية
- إلفيرا نوتاري على موقع IMDb (الإنجليزية)
- إلفيرا نوتاري على موقع قاعدة بيانات الفيلم (الإنجليزية)
- إلفيرا نوتاري على موقع كينوبويسك (الروسية)

- إلفيرا نوتاري في قاعدة بيانات الأفلام على الإنترنت